# Against All Odds (2024)
 (novembre 2024).
Si vous disposez d'ouvrages ou d'articles de référence ou si vous connaissez des sites web de qualité traitant du thème abordé ici, merci de compléter l'article en donnant les références utiles à sa vérifiabilité et en les liant à la section « Notes et références ».
Pour les articles homonymes, voir Against All Odds.
L'édition 2024 de Against All Odds est un Pay-per-view de catch (lutte professionnelle) produit par la promotion américaine Total Nonstop Action Wrestling. L'événement a eu lieu le 14 juin 2024 au Cicero Stadium à Cicero (Illinois). Il s'agit de la 13e édition de Against All Odds.

## Contexte
Les spectacles de la Total Nonstop Action Wrestling sont constitués de matchs aux résultats prédéterminés par les scénaristes de la compagnie. Ces rencontres sont justifiées par des storylines – une rivalité entre catcheurs, la plupart du temps – ou par des qualifications survenues dans les shows. Tous les catcheurs possèdent un gimmick, c'est-à-dire qu'ils incarnent un personnage gentil (Face) ou méchant (Heel), qui évolue au fil des rencontres. Un événement comme Against All Odds est donc un événement tournant pour les différentes storylines en cours.

## Tableau des matchs
| Ordre par numéros | Résultat                                                                                               | Stipulation(s)                                                    | Temps |
| --- | --- | ----------------------------------------------------------------- | ----- |
| 1P | Sami Callihan bat Jonathan Gresham                                                                     | Match simple                                                      | 2:23  |
| 2P | The Malisha (Alisha Edwards et Masha Slamovich) (c) bat The Hex (Allysin Kay et Marti Belle)           | Tag Team match pour les TNA Knockouts World Tag Team Championship | 7:59  |
| 3 | Mike Santana et Steve Maclin battent The Rascalz (Trey Miguel et Zachary Wentz)                        | Tag Team match                                                    | 12:51 |
| 4 | PCO bat Rich Swann (avec A.J. Francis)                                                                 | Match simple                                                      | 5:50  |
| 5 | The System (Brian Myers et Eddie Edwards) (c) bat The Nemeth Brothers (Nic et Ryan) (avec Dirty Dango) | Tag Team match pour les TNA World Tag Team Championship           | 12:36 |
| 6 | Frankie Kazarian bat Joe Hendry                                                                        | Match simple                                                      | 7:26  |
| 7 | Mustafa Ali (c) bat Trent Seven par soumission                                                         | Match simple pour le TNA X Division Championship                  | 15:33 |
| 8 | ABC (Ace Austin et Chris Bey) bat Eric Young et Josh Alexander                                         | Tag Team match                                                    | 18:17 |
| 9 | Jordynne Grace (c) bat Tatum Paxley                                                                    | Match simple pour le TNA Knockouts World Championship             | 11:14 |
| 10 | Moose (c) bat Broken Matt Hardy                                                                        | Broken Rules match pour le TNA World Championship                 | 21:32 |
| La lettre C placée entre parenthèses désigne la personne ou l’équipe championne en titre. P – indique que le match a eu lieu lors du pré-show | |                                                                   |       |